# Головін Микола Миколайович
Мико́ла Микола́йович Голові́н (22 лютого 1875, Москва, Російська імперія — 10 січня 1944, Париж, Франція) — російський військовий діяч, військовий історик. Генерал-лейтенант Російської імператорської армії, генеральний значковий Армії Української Держави. Учасник Першої світової війни, громадянської війни в Росії на боці білогвардійців. Політичний емігрант. У роки Другої світової війни співпрацював із нацистською Німеччиною.

## Життєпис
Народився в Москві 22 лютого 1875 року, походив із дворянської родини.
1894 року закінчив у Санкт-Петербурзі Пажеський корпус, а 1900 року — Академію Генерального штабу.
По закінченню Пажеського корпусу служив у лейбгвардії Кінно-артилерійській бригаді. У 1897—1905 роках служив на різних посадах у штабі Петербурзького військового округу. З квітня по липень 1905 року служив начальником стройового відділу штабу Варшавської фортеці. У 1905—1908 роках був начальником пересувань військ Петербурзько-Двинського району. У 1905—1907 роках працював секретарем Товариства ревнителів військових знань.
1907 року захистив першу в Російській імперії дисертацію з воєнної психології «Дослідження бою. Дослідження діяльності та властивостей людини як бійця», де вказав на «духовний фактор» як на вирішальний під час бойових дій. Після цього 7 лютого 1908 року обраний екстраординарним професором Академії Генерального штабу, де в подальшому викладав на кафедрі військової історії. Стажувався у Франції, де приятелював із відомим військовим діячем Фердинандом Фошем. 1909 року призначений ординарним професором академії.
З початком Першої світової війни долучився до російської армії. Служив виконувачем обов'язків начальника штабу 9-ї армії (1914—1915), 7-ї армії (1915—1917) та Румунського фронту (з 1917). 1915 року отримав звання генерал-майора, а 1917 — генерал-лейтенанта.
Після початку Української революції активно сприяв українізації військових частин російської армії. 1917 року пропонувався на посаду начальника Академії Генштабу, однак, попри те, що більшість голосів припали на Головіна, генерал Олександр Керенський зробив вибір на користь Олександра Андогського. 4 грудня 1917 року Генеральний секретаріат Української Центральної Ради затвердив Головіна на посаді начальника штабу Українського фронту за поданням генерала Дмитра Щербачова. Водночас виконував обов'язки командувача Румунського фронту.
Служив у Генеральному штабі Армії Української Держави гетьмана Павла Скоропадського, мав звання генерального значкового. 27 вересня 1918 року призначений головою Військово-історичної комісії при Головному управлінні Генштабу з вивчення документів Південно-Західного та Румунського фронтів. Також під час перебування в Києві був членом Київського воєнно-історичного товариства та співробітником журналу «Науково-військовий вісник».
Після перемоги Директорії УНР у грудні 1918 року виїхав до Одеси, звідки емігрував до Франції, а звідти — до Великої Британії. Став помічником з військових справ Сергія Сазонова — офіційного представника білогвардійських воєначальників Колчака та Денікіна на Паризькій мирній конференції. Брав участь у переговорах щодо посилення підтримки білогвардійських сил з боку держав Антанти, зокрема, зустрічався з цього приводу з британським військовим міністром Вінстоном Черчиллем.
Улітку 1919 року Головін прийняв пропозицію адмірала Олександра Колчака й очолив штаб Східного фронту. Згодом виїхав до Криму, де долучився до Російської армії генерала Врангеля. Після її поразки в листопаді 1920 року евакуювався до Галліполі, звідки емігрував до Франції.
1927 року заснував у Парижі Вищі військово-наукові курси, які вважав «наступниками» петербурзької Академії Генштабу, та їхні відділення в Брюсселі й Белграді. Написав і видав понад 30 праць з воєнної історії Росії початку XX століття.
Під час Другої світової війни співпрацював з нацистською німецькою окупаційною адміністрацією, підтримував Російську визвольну армію генерала Власова, зокрема забезпечував її новими офіцерами. За свою пронацистську діяльність засуджений французькими комуністами до смертної кари.
Помер у Парижі 10 січня 1944 року від серцевого нападу. Похований на цвинтарі Сен-Женев'єв-де-Буа.

## Праці
- Высшая ноенная школа (Санкт-Петербург, 1912)
- Введение в курс тактики (Санкт-Петербург, 1912)
- Авиация в минувшую войну и в будущую (Прага, 1922)
- Тихоокеанская проблема в ХХ столетии (Прага, 1924)
- Танки в минувшую войну и будущую (Прага, 1925)
- Из истории кампании 1914 года на русском фронте: Галицийская битва: Первый период до 1 сент. нового стиля (Париж, 1930)
- Российская контрреволюция в 1917—1918 гг. (1937)
- Наука о войне. О социологическом изучении войны (1938)
- Военные усилия России в Мировой войне (1939)

## Родина
Одружений з Олександрою Миколаївною Сороко (1875—1943). У шлюбі народився син Михайло (1903—1965) — інженер-авіатор, емігрант до Великої Британії, співробітник британської воєнно-технічної розвідкої в роки Другої світової війни, працівник компанії «Rolls-Royce».

## Нагороди
- Орден Святого Станіслава III ступеня (1904)
- Орден Святої Анни III ступеня (1906)
- Орден Святого Станіслава II ступеня (1912)
- Орден Святого Станіслава I ступеня (1915)
- Орден Святої Анни II ступеня (1915)
- Орден Святого Володимира IV ступеня з мечами й бантом (1915)
- Орден Святого Володимира III ступеня з мечами (1915)
- Георгіївська зброя (1915)
- Орден Святої Анни I ступеня (1916)
- Орден Святого Георгія IV ступеня (1916)[4]